# Vindula
Genre
Vindula est un genre de lépidoptères (papillons) de la famille des Nymphalidae et de la sous-famille des Heliconiinae tous résidents en Asie du sud-est et en Australie.

## Dénomination
Le nom de Vindula leur a été donné par Arthur Francis Hemming en 1934. L'espèce type est Papilio arsinoe (Cramer).

## Liste des espèces et sous-espèces
- Vindula arsinoe (Cramer, 1777) présent en Malaisie et en Australie.
- Vindula dejone (Erichson, 1834) présent en Malaisie.
  - Vindula dejone dejone
  - Vindula dejone ambonensis (Nieuwenhuis)
  - Vindula dejone bagrada (Fruhstorfer)
  - Vindula dejone buruana (Fruhstorfer, 1902)
  - Vindula dejone celebensis (Butler)
  - Vindula dejone cycnia (de Nicéville)
  - Vindula dejone dajakorum (Fruhstorfer)
  - Vindula dejone dorokusana (Fruhstorfer)
  - Vindula dejone erotella (Butler, [1879]) nommé Cruiser, en Thaïlande et à Singapour.
  - Vindula dejone erotoides (de Nicéville)
  - Vindula dejone javana (Fruhstorfe)
  - Vindula dejone natunensis (Fruhstorfer)
  - Vindula dejone obiensis (Rothschild)
  - Vindula dejone rafflesi (Pendlebury, 1939
  - Vindula dejone tiomana (Pendlebury, 1933)
- Vindula erota (Fabricius, 1793) nommé Common Cruiser en anglais.
- Vindula sapor (Godman & Salvin, 1888)
  - Vindula sapor sapor
  - Vindula sapor obscura (Ribbe)
  - Vindula sapor albosignata (Talbot)